# Lijst van voetbalinterlands Albanië - België (vrouwen)
Deze lijst van voetbalinterlands is een overzicht van alle officiële voetbalwedstrijden tussen de nationale vrouwenteams van Albanië en België. De landen hebben tot nu toe vier keer tegen elkaar gespeeld.

## Wedstrijden
| № | Plaats  | Datum             | Competitie           | Wedstrijd        | Uitslag |
| - | ------- | ----------------- | -------------------- | ---------------- | ------- |
| 1 | Brussel | 21 september 2013 | WK 2015 kwalificatie | België − Albanië | 2 − 0   |
| 2 | Durrës  | 5 april 2014      | WK 2015 kwalificatie | Albanië − België | 0 − 6   |
| 3 | Leuven  | 21 september 2021 | WK 2023 kwalificatie | België − Albanië | 7 − 0   |
| 4 | Elbasan | 7 april 2022      | WK 2023 kwalificatie | Albanië − België | 0 − 5   |

## Samenvatting
| Competitie      | Totaal gespeeld | Winst Albanië | Gelijk | Winst België | Doelsaldo Albanië – België |
| --------------- | --------------- | ------------- | ------ | ------------ | -------------------------- |
| WK kwalificatie | 4               | 0             | 0      | 4            | 0 − 20                     |
| Totaal          | 4               | 0             | 0      | 4            | 0 − 20                     |